# José Macpherson y Hemas
José Macpherson y Hemas (Cádiz, 1839-San Ildefonso, 1902) fue un geólogo español, miembro de la Real Sociedad Española de Historia Natural y pionero en el conocimiento de la estructura geológica de la península ibérica.

## Biografía
Hijo de un próspero comerciante escocés asentado en Cádiz y el Campo de Gibraltar, hermano del diplomático Guillermo Macpherson y de la escritora Catalina Macpherson, esposa del industrial Diego Fernández Montañés. José adquirió su afición a la geología de su hermano Guillermo Macpherson, quince años mayor que él, durante excursiones geológicas y antropológicas. Domingo de Orueta y Aguirre (1833-1895), padre del geólogo Domingo Orueta y Duarte y personaje de talante liberal y gran aficionado a la geología, inició a José Macpherson y a su hermano en el conocimiento geológico de la serranía de Ronda. 
José Macpherson nunca estudió una carrera universitaria lo que «contribuyó poderosamente a fortalecer la nativa independencia de su espíritu» (Calderón, 1902). Ayudado por la boyante economía familiar, fue haciéndose un currículo a su gusto. Le ayudó el catedrático Antonio Machado Núñez (1812-1896) en la Universidad de Sevilla, presidente en 1880 de la Real Sociedad Española de Historia Natural. En 1850, Machado constituyó en la universidad sevillana el gabinete de Historia Natural con la aportación de algunos objetos procedentes de la Escuela de Medicina de Cádiz. Macpherson fue el introductor en España de la técnica de realización de láminas delgadas para el estudio petrográfico de las rocas. En 1869 es nombrado miembro de la a Sociedad geológica de Francia por sus trabajos sobre las rocas ofíticas de Portugal. En 1875 fija su residencia en Madrid y en 1876 participa en la fundación de la Sociedad Geográfica de Madrid como vocal de la primera directiva. Macpherson había conocido a Francisco Giner de los Ríos en Cádiz en 1875 y aportó en la fundación de la Institución Libre de Enseñanza el laboratorio de Física y Química.
La Fundación Giner de los Ríos de Madrid alberga el pabellón Macpherson, que data de la época en la que albergaba la Institución Libre de Enseñanza, restaurado en 2019. Actualmente el Aula Museo de Geología de Málaga acoge la colección de geología José Macpherson.

## Obras
- Bosquejo geológico de la provincia de Cádiz.
- Estructura uniclinal de España.
- Memoria sobre la estructura de la Serranía de Ronda.
- Geología. Manuales Soler, XIV. Barcelona. Sin fecha (1901?)[1]